# Renata Zhaneta
Renata Zhaneta (Santos, 22 de novembro de 1959) é uma atriz e encenadora brasileira.

## Carreira
Começou a fazer teatro aos 14 anos em sua cidade natal, na década de 90 funda juntamente com outros artistas o Folias d'Arte.
Seus últimos trabalhos em teatro são: "Ricardo III" (2006) - direção de Roberto Lage; "A Grande Imprecação diante dos Muros da Cidade" - direção de Celso Frateschi e "Macbeth" - direção de Regina Galdino (2007). Por sua atuação nestas duas montagens, Renata ganha o Prêmio APCA de Melhor Atriz em 2007. Recentemente protagonizou o espetáculo Dos Escombros de Pagu.
Atualmente é diretora da Escola de Artes Cênicas Wilson Geraldo, na cidade de Santos.

### Telenovelas
| Ano  | Título                   | Personagem      |
| ---- | ------------------------ | --------------- |
| 2008 | Revelação                | Sofia Castelli  |
| 2009 | Vende-se um Véu de Noiva | Irani Jamba     |
| 2012 | Corações Feridos         | Arminda Pedrosa |
| 2012 | Sessão de Terapia        | Lia             |
| 2013 | O Negócio                | Mãe Karin       |
| 2014 | Chiquititas              | Elisa           |
| 2021 | Genêsis                  | Haviva          |

### Filmes
| Ano  | Título          | Papel     |
| ---- | --------------- | --------- |
| 2007 | A Casa de Alice | Carmen    |
| 2006 | Sólo Dios Sabe  | Ela Mesma |